# Estação Teatralhnaia
Teatralhnaia (em russo:  Театральная) é uma das estações da linha Zamoskvoretskaia (Linha 2) do Metro de Moscovo, na Rússia. Estação «Teatralhnaia» está localizada entre as estações «Novokuznetskaia» e «Tversskaia».